# Romi Dames
Hiromi "Romi" Dames (nacida el 5 de noviembre de 1979) es una actriz de voz, cine y televisión estadounidense de origen japonesa.

## Biografía
Nacida de padre estadounidense y madre japonesa, Hiromi /más tarde acortado a Romi), vivió en Japón hasta que cumplió 13 años; poco después, su padre se retiró y su familia se mudó a Seattle, Washington. Después de acabar el instituto en Seattle, Romi fue aceptada en la Universidad de Washington. Es más conocida por su papel como Traci Van Horn, la celebridad con voz nasal en  Hannah Montana y la voz de Musa en la serie de Nickelodeon Winx Club.Otros créditos incluyen papeles recurrentes en The Young and the Restless, Bill Nye the Science Guy y Sci-Squad.
Romi actualmente es embajadora StarPower para la Fundación Starlight Children, animando a otra gente joven para que comprometan su tiempo, energía y recursos en ayudar a otros niños y trabajando con Starlight a mejorar las vidas de los niños gravemente enfermos. Es judía.

## Filmografía
| Año           | Título                                       | Papel                                     | Notas                                          |
| ------------- | -------------------------------------------- | ----------------------------------------- | ---------------------------------------------- |
| 2017–presente | DC Super Hero Girls                          | Lena Luthor                               | Serie web                                      |
| 2016          | Pickle & Peanut                              | Voces adicionales                         | Serie de TV                                    |
| 2015          | Star Darlings                                | Vivica                                    | Serie de TV                                    |
| 2015          | Fresh Beat Band of Spies                     | Kitty Boo-Boo, Kitty Mittens              | Serie de TV                                    |
| 2013          | Bravoman: Super-Unequaled Hero of Excellence | Waya Hime, Wonder Momo, Voces adicionales | Serie web                                      |
| 2013          | Winx Club 3D: La aventura mágica             | Musa                                      | Película (voz en el doblaje de Nickelodeon)    |
| 2012          | Winx Club: El secreto del reino perdido      | Musa                                      | Película (voz en el doblaje de Nickelodeon)    |
| 2011–2014     | Winx Club                                    | Musa, Cherie                              | Serie de TV (voz en el doblaje de Nickelodeon) |
| 2010          | Child P.O.W.                                 | Starring Nina                             | Película                                       |
| 2010          | Kick Buttowski: Suburban Daredevil           | Voces de televisión                       | Programa de TV                                 |
| 2010          | The Newlywed Game                            | Ella misma                                | Programa de TV                                 |
| 2009–2010     | Phineas y Ferb                               | Voces adicionales                         | Serie de TV                                    |
| 2007          | The Young and the Restless                   | Asistente de la morgue                    | Serie de TV                                    |
| 2006-2009     | Hannah Montana                               | Traci van Horn                            | 12 episodios                                   |
| 2005          | Rule Number One                              | Estudiante entrevistada                   | Película                                       |
| 2005          | Call Center                                  | Chica de Fred                             | Película                                       |
| 2001          | Celebrity Deathmatch                         | Lisa Ling                                 | Programa de TV                                 |
| 1999          | Sci-Squad                                    | Erica                                     | Serie de TV                                    |
| 1993          | Bill Nye the Science Guy                     | Ella misma                                | Serie de TV                                    |